# Bus (máy tính)

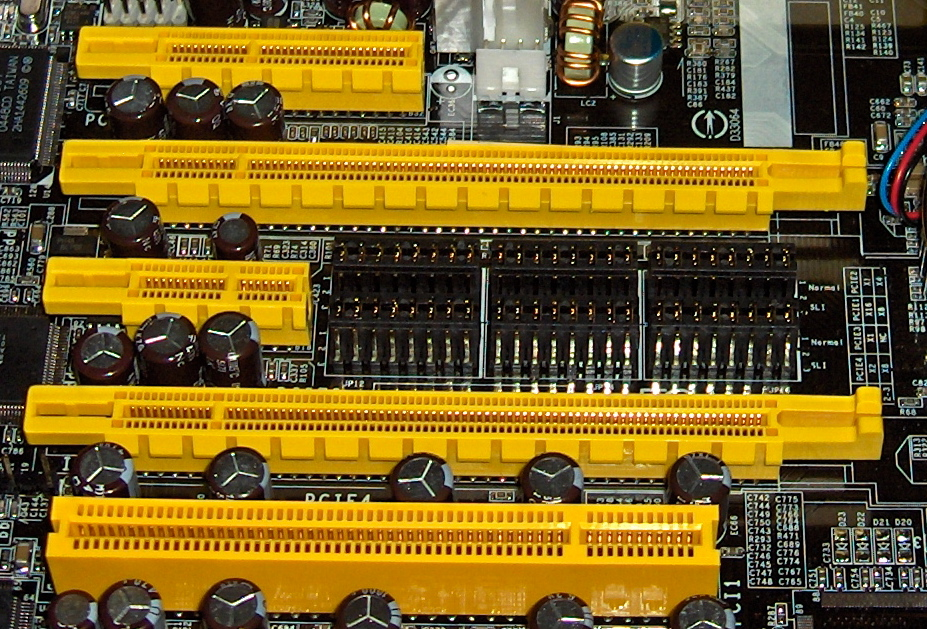
4 khe cắm PCI Express (từ trên xuống dưới: x4, x16, x1 and x16), bên cạnh khe PCI 32 bit (dưới cùng)

Trong kiến trúc máy tính, bus (là tên viết gọn của từ Latin omnibus, ban đầu được gọi là data highway, từ Hán Việt: tổng tuyến) là một hệ thống hỗ trợ việc truyền nhận dữ liệu giữa các thành phần bên trong máy tính, hoặc giữa các máy tính với nhau. Khái niệm này bao gồm toàn bộ các thành phần phần cứng liên quan (như dây dẫn, cáp quang,...) và phần mềm, bao gồm cả các giao thức truyền thông (communication protocols).
Các bus máy tính đầu tiên là các dây dẫn song song với nhiều kết nối phần cứng, nhưng thuật ngữ này về sau được sử dụng cho bất cứ thiết kế vật lý nào cung cấp cùng một chức năng như một bus điện tử song song. Các bus máy tính hiện đại có thể dùng cả hai phương pháp truyền thông song song và truyền thông nối tiếp, và có thể được bố trí kết nối theo mô hình multidrop (kết nối song song) hoặc chuỗi daisy (daisy chain), hoặc được kết nối đến các bộ chuyển mạch, hay trong USB.

## Bối cảnh và tên danh pháp khoa học
Các hệ thống máy tính thông thường hay một vi xử lý chứa ba thành phần chính:
- Bộ xử lý trung tâm (Central Processing Unit - CPU) để xử lý các dữ liệu
- Bộ nhớ chính dùng để lưu các dữ liệu cần xử lý
- Các thiết bị ngoại vi

Các máy tính đời đầu có thể sử dụng CPU nối tay của ống chân không, một trống từ cho bộ nhớ chính, và các băng từ và máy in để đọc và ghi dữ liệu. Trong một hệ thống hiện đại chúng ta có thể tìm thấy một CPU đa nhân, bộ nhớ DDR4 SDRAM, một ổ cứng cho các dữ liệu không trực tuyến, card đồ họa và màn hình LCD như là hệ thống hiển thị, chuột máy tính và bàn phím cho các tương tác, và một kết nối Wi-Fi cho mạng. Trong hai ví dụ trên, các bus máy tính làm nhiệm vụ truyền tải dữ liệu giữa tất cả các thiết bị này.
Trong đa số các kiến trúc máy tính truyền thống, CPU và bộ nhớ chính có xu hướng được kết hợp chặt chẽ. Vi xử lý thông thường có một số các kết nối điện trên các chân (pin) của đó để có thể chọn địa chỉ trong bộ nhớ chính, và các chân khác để đọc và ghi dữ liệu được lưu trữ tại địa điểm đó. Trong hầu hết trường hợp, CPU và bộ nhớ phải có cùng đặc tính kĩ thuật về tín hiệu và phải hoạt động một cách đồng bộ. Các bus kết nối CPU và bộ nhớ là một trong những đặc tính xác định của hệ thống, và thường được gọi đơn giản là bus hệ thống.
Các bus hệ thống cho phép thiết bị ngoại vi giao tiếp với bộ nhớ trong cùng một kiểu, gắn bộ điều hợp trong các hình thức của thẻ mở rộng trực tiếp vào bus hệ thống. Điều này thường được thực hiện thông qua một số loại kết nối điện được tiêu chuẩn hóa, một số trong số này tạo thành bus mở rộng hoặc local bus. Tuy nhiên, vì sự khác biệt hiệu suất giữa các CPU và các thiết bị ngoại vi, nên cần có một số giải để đảm bảo rằng các thiết bị ngoại vi không làm chậm hiệu suất tổng thể của hệ thống. Nhiều CPU có một nhóm chân tín hiệu thứ 2 để giải quyết vấn đề trên và cũng làm nhiệm vụ giao tiếp với bộ nhớ, nhưng cũng có thể hoạt động ở các tốc độ rất khác nhau và sử dụng các giao thức khác nhau. Một số hệ thống bus khác sử dụng bộ điều khiển thông minh để đặt các dữ liệu trực tiếp trong bộ nhớ, ví dụ như cơ chế truy cập bộ nhớ trực tiếp. Các hệ thống bus máy tính hiện đại nhất đều kết hợp cả hai giải pháp trên.
Khi số lượng các thiết bị ngoại vi tiềm năng lớn, bằng cách sử dụng thẻ mở rộng cho tất cả các thiết bị ngoại vi ngày càng trở nên không đứng vững. Điều này đã dẫn đến sự ra đời của hệ thống bus được thiết kế đặc biệt để hỗ trợ nhiều thiết bị ngoại vi. Các ví dụ thường gặp là các cổng SATA trong các máy tính hiện đại, mà cho phép một số ổ cứng được kết nối mà không cần một thẻ. Tuy nhiên, các hệ thống hiệu suất cao nói chung là quá đắt để thực hiện trong các thiết bị cấp thấp, như chuột. Điều này đã dẫn đến sự phát triển song song của một số hệ thống bus hiệu suất cao cho các giải pháp này, ví dụ phổ biến nhất là Universal Serial Bus. Tất cả các ví dụ như vậy có thể được gọi là bus ngoại vi, mặc dù thuật ngữ này không phải là phổ quát.
Trong các hệ thống hiện đại khác biệt hiệu suất giữa CPU bộ nhớ chính đã phát triển tuyệt vời với số lượng ngày càng tăng của bộ nhớ tốc độ cao được dựng trực tiếp vào trong CPU, thường được biết như bộ nhớ cache. Trong hệ thống như vậy, CPU giao tiếp bằng cách sử dụng bus hiệu năng cao hoạt động ở tốc độ lớn hơn nhiều so với bộ nhớ, và giao tiếp với bộ nhớ bằng cách sử dụng giao thức tương tự như những người sử dụng chỉ duy nhất cho thiết bị ngoại vi trong quá khứ. Những hệ thống xe buýt cũng được sử dụng để giao tiếp với phần lớn (hoặc tất cả) các ngoại vi khác, thông qua adaptor, lần lượt nói chuyện với các thiết bị ngoại vi và bộ điều khiển. Hệ thống như vậy là kiến trúc tương tự như cho multicomputer, giao tiếp trên một bus không phải là một mạng lưới. Trong những trường hợp này, bus mở rộng là hoàn toàn riêng biệt và không chia sẻ bất kỳ kiến trúc với CPU (và có thể trong CPU hỗ trợ nhiều thực tế khác nhau, như trường hợp với giao tiếp PCI). Điều gì đã có trước đây là một bus hệ thống hiện nay thường được biết đến như một bus mặt trước.
Với những thay đổi này, các từ ngữ cổ điển "hệ thống", "mở rộng" và "ngoại vi" không còn có ý nghĩa tương tự. Các hệ thống phân loại thông thường được dựa trên vai trò của bus sơ cấp, thiết bị kết nối nội bộ hay bên ngoài, ví dụ PCI với SCSI. Tuy nhiên, nhiều hệ thống bus phổ biến có thể được sử dụng cho cả hai; SATA và eSATA là một ví dụ về một hệ thống trước đây được mô tả như là nội bộ, trong khi trong các ứng dụng một số ô tô sử dụng chủ yếu bên ngoài IEEE 1394 trong một thời trang tương tự như một hệ thống bus hệ thống. Các ví dụ khác, như InfiniBand và I²C được thiết kế từ đầu để được sử dụng cả hai nội bộ và bên ngoài.
Để tránh nhầm lẫn giữa các vấn đề, đã có nhiều phổ biến trong quá khứ để phân loại hệ thống Bus dựa trên hệ thống truyền thông mà họ sử dụng, nối tiếp hoặc song song. Nhiều hệ thống hiện đại có thể hoạt động trong chế độ nào thì tùy thuộc vào ứng dụng.

## Các chi tiết thực thi
Trong một thời gian, "bus" có nghĩa là một hệ thống điện song song, với dây dẫn điện tương tự hoặc giống hệt nhau với các chân vào CPU. Điều này đã không còn, và hệ thống hiện đại được làm mờ ranh giới giữa bus và mạng lưới.
Các bus có thể là bus song song, mang dữ liệu từ song song trên nhiều dây, hoặc bus nối tiếp, mang dữ liệu dưới dạng chút nối tiếp. Việc bổ sung thêm quyền lực và kiểm soát các kết nối, vi điều khiển, và kết nối dữ liệu trong mỗi hướng thường có nghĩa là hầu hết các bus nối tiếp có dây dẫn nhiều hơn mức tối thiểu được sử dụng trong 1-Wire và UNI/O. Tăng tốc độ dữ liệu, các vấn đề của thời gian nghiêng, điện năng tiêu thụ, nhiễu điện từ và nhiễu xuyên âm trên bus song song trở thành nhiều hơn và khó khăn hơn để phá vỡ. Một phần giải pháp cho vấn đề này đã được tăng gấp đôi pump bus. Thông thường, bus nối tiếp có thể có thể được vận hành dữ liệu cao hơn tỷ lệ tổng thể so với một bus song song, mặc dù có ít kết nối điện, bởi vì một bus nối tiếp vốn không có thời gian nghiêng hoặc nhiễu xuyên âm. USB, FireWire, và Serial ATA những ví dụ về điều này. Kết nối đa điểm không làm việc tốt cho bus nối tiếp tốc đọ cao, do đó, hầu hết các xe buýt nối tiếp hiện đại sử dụng vòng hoa cúc hoặc thiết kế trung tâm.
Kết nối mạng như Ethernet thông thường được coi như bus, mặc dù sự khác biệt phần lớn là khái niệm chứ không phải là thực tế. Một thuộc tính thường được sử dụng để mô tả một bus là điện được cung cấp bằng bus cho các phần cứng được kết nối. Khái niệm này nhấn mạnh nguồn gốc busbar của kiến trúc bus như cung cấp năng lượng chuyển đổi hoặc phân phối. Thông thường, xem xét này đã được sử dụng để loại trừ, như các bus, chương trình kết nối phần cứng như nối tiếp RS-232 và song song Centronics và giao diện IEEE 1284 (và Ethernet ở trên) nơi các thiết bị điển hình, chẳng hạn như modem và máy in cần thiết phải được cắm vào ổ nguồn. Tuy nhiên, các thiết bị USB có thể hoặc không thể bus cung cấp điện, thường sử dụng pin nội bộ của các thiết bị thay thế. Khác biệt này được minh họa bằng một hệ thống điện thoại với một modem kết nối, nơi các kết nối RJ11 liên quan đến đề án đồ tín hiệu không được coi là một bus và là tương tự với kết nối Ethernet. Cần lưu ý rằng một chương trình kết nối đường dây điện thoại không được coi là một bus ngay cả khi điện thoại được trang bị hệ thống POTS, nhưng tại Văn phòng trung tâm, bus được sử dụng với thiết bị chuyển mạch thanh chéo cho các kết nối giữa các điện thoại.

## Lịch sử

### Thế hệ đầu tiên
Trong những máy tính đầu tiên bus là bó dây gắn vào bộ nhớ máy tính và thiết bị ngoại vi. Anecdotally gọi là "thân cây số", chúng được đặt tên theo các bus cung cấp điện, hoặc các busbar. Hầu như luôn luôn có một bus cho bộ nhớ, và một hoặc nhiều bus riêng biệt cho thiết bị ngoại vi. Chúng được truy cập bằng cách hướng dẫn riêng biệt, với định thời và các giao thức hoàn toàn khác nhau.
Một trong những biến chứng đầu tiên là việc sử dụng các ngắt. Các chương trình máy tính đầu tiên thực hiện việc nhập/xuất bằng cách chờ đợi trong một vòng lặp cho đến khi các thiết bị ngoại vi sẵn sàng. Đây là một sự lãng phí thời gian cho các chương trình có các nhiệm vụ khác để làm. Ngoài ra, nếu chương trình đã cố gắng thực hiện những nhiệm vụ khác, nó có thể mất quá nhiều thời gian cho chương trình để kiểm tra một lần nữa, dẫn đến mất dữ liệu. Kỹ sư do đó bố trí cho các thiết bị ngoại vi làm gián đoạn các CPU. Các ngắt phải được ưu tiên, bởi vì CPU chỉ có thể thực thi mã cho một thiết bị ngoại vi tại một thời điểm, và một số thiết bị quan trọng thời gian hơn những thiết bị khác.
Hệ thống cao cấp đã giới thiệu ý tưởng của bộ điều khiển kênh, mà chủ yếu là máy tính nhỏ dành riêng cho bàn giao các đầu vào và đầu ra của một bus. IBM đã giới thiệu chúng trên IBM 709 năm 1958, và chúng đã trở thành một tính năng phổ biến của các nền tảng của họ. Các nhà cung cấp hiệu suất cao khác như Control Data Corporation thực hiện thiết kế tương tự. Nhìn chung, các bộ điều khiển kênh sẽ làm hết sức mình để chạy tất cả các hoạt động bus trong nội bộ, di chuyển dữ liệu khi CPU đã được biết đến là bận rộn ở những nơi khác nếu có thể, và chỉ sử dụng ngắt khi cần thiết. Điều này giảm tải CPU đi rất nhiều, và cung cấp hiệu suất hệ thống tổng thể tốt hơn.

Bus hệ thống đơn

### Thế hệ thứ hai
Các hệ thống bus thế hệ thứ hai như loại bus Nubus mang đến một số vấn đề. Các hệ thống này tách máy tính làm 2 "bên", một bên là CPU và bộ nhớ, bên còn lại là các hệ thống thiết bị khác nhau. Bus điều khiển nhận dữ liệu từ một bên CPU và chuyển đến bên kia nơi chứa các thiết bị ngoại vi, vì vậy chuyển gánh nặng giao thức truyền thông tin từ chính CPU. Điều này cho phép bên chứa CPU và bộ nhớ tách riêng biệt với các thiết bị bus. Các thiết bị bus có thể liên lạc với nhau mà không sự can thiệp của CPU.

### Thế hệ thứ ba
Các bus Thế hệ thứ ba được nổi lên ở thị trường vào khoảng năm 2001, bao gồm HyperTransport và InfiniBand. Các bus này có khuynh hướng rất linh hoạt trong các điều kiện kết nối vật lý, cho phép chúng dùng như là các bus nội (bus trong) cũng như kết nối nhiều máy tính với nhau. Điều này dẫn đến các vấn đề phức tạp khi các bus này đáp ứng và phục vụ các yêu cầu khác nhau, với nhiều công việc trong các hệ thống liên quan đến thiết kế phần mềm, trái ngược với phần cứng. Tóm lại, các bus thế hệ thứ ba giống như một mạng máy tính hơn là khái niệm bus nguyên thủy, với một giao thức cao hơn nhu cầu so với các hệ thống ban đầu, trong khi cũng cho phép nhiều thiết bị sử dụng bus cùng một thời điểm.
Các bus như Wishbone được phát triển bởi các phần cứng mã mở nhằm nỗ lực loại bỏ các hạn chế về mặt pháp lý cũng như các bằng sáng chế từ việc chế tạo máy tính.

## Các ví dụ về các loại bus trong máy tính

### Song song
- ASUS Media Bus được ASUS phát triển độc quyền cho một số bo mạch chủ Socket 7
- Computer Automated Measurement and Control (CAMAC)
- Extended ISA hay là EISA
- Industry Standard Architecture hay là ISA
- Low Pin Count hay là LPC
- MBus
- MicroChannel hay là MCA
- Multibus cho các hệ thống công nghiệp
- NuBus hay là IEEE 1196
- OPTi local bus dùng ở các bo mạch chủ Intel 80486 đời đầu
- PCI
- Parallel ATA (Công nghệ Gắn kèm Nâng cao, ATA, PATA, IDE, EIDE, ATAPI, vân vân) bus gắn kèm thiết bị ngoại vi đĩa/băng từ
- S-100 bus hoặc IEEE 696, dùng trong Altair và các hệ thống máy vi tính tương tự.
- SBus hoặc IEEE 1496
- SS-50 Bus
- Runway bus, một loại front-side bus được Hewlett-Packard phát triển độc quyền cho các vi xử lý PA-RISC.
- GSC/HSC, được Hewlett-Packard phát triển độc quyền cho các vi xử lý PA-RISC.
- Precision Bus, được Hewlett-Packard phát triển độc quyền cho dòng máy tính HP3000
- STEbus
- STD Bus (cho STD-80 [8-bit] và STD32 [16-/32-bit]).[6]
- Unibus, được Digital Equipment Corporation phát triển độc quyền cho PDP-11 và các máy tính VAX đời đầu.
- Q-Bus, được Digital Equipment Corporation phát triển độc quyền cho PDP và các máy tính VAX đời sau.
- VESA Local Bus hay là VLB, VL-bus
- VMEbus, hay VERSAmodule Eurocard Bus
- PC/104
- PC/104 Plus
- PC/104 Express
- PCI-104
- PCIe-104
- Zorro II và Zorro III, dùng ở các hệ thống máy tính Amiga

### Nối tiếp
- 1-Wire
- HyperTransport
- I²C
- I3C
- SLIMBus
- PCI Express hay là PCIe
- Serial ATA (SATA)
- SPI
- UNI/O
- SMBus

## Các ví dụ về bus ngoài máy tính

### Song song
- HIPPI hay High Performance Parallel Interface
- IEEE-488 (hay GPIB, General-Purpose Interface Bus, và HPIB, Hewlett-Packard Instrumentation Bus)
- PC Card, tên trước đây là PCMCIA, được dùng nhiều trong máy tính xách tay và các thiết bị bỏ túi khác, nhưng dần bị thay thế bởi USB

### Nối tiếp
- Camera Link
- CAN bus ("Controller Area Network")
- eSATA
- ExpressCard
- Fieldbus
- IEEE 1394 interface (FireWire)
- RS-232
- RS-485
- Thunderbolt
- USB

## Các ví dụ về bus máy tính nội/ngoại
- Futurebus
- InfiniBand
- PCI Express External Cabling
- QuickRing
- Scalable Coherent Interface (SCI)
- Small Computer System Interface (SCSI), dành cho ổ đĩa cứng and ổ băng từ
- Serial Attached SCSI (SAS) và các dạng SCSI nối tiếp serial SCSI buses
- Thunderbolt
- Yapbus, bus danh riêng cho Pixar Image Computer

## Chú giải
1. ↑  Xem máy tính CSIRAC đầu tiên của Úc